# Siolmatra
Siolmatra é um género botânico pertencente à família Cucurbitaceae.

## Espécies
| - Siolmatra amazonica - Siolmatra brasiliensis - Siolmatra mexiae - Siolmatra paraguayensis | - Siolmatra pedatifolia - Siolmatra pentaphylla - Siolmatra peruviana - Siolmatra simplicifolia |

1. ↑  «Siolmatra — World Flora Online». www.worldfloraonline.org. Consultado em 19 de agosto de 2020